# 오다군

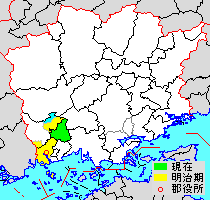
오다군의 위치

오다군(일본어: 小田郡)은 일본 오카야마현의 군이다.
인구 12,492명, 면적 90.62km², 인구밀도 138명/km².(2025년 3월 1일, 추계인구)
1개의 정으로 이루어져 있다.
- 야카게정(矢掛町)

## 역사
- 2005년 3월 1일 - 비세이 정이 이바라시에 편입되고 오다 군에 속하는 마을은 야카게 정만 남았다.